# Unsolved Crimes : Affaires non classées
Unsolved Crimes : Affaires non classées est un jeu vidéo d'aventure développé par Now Production et édité par Empire Interactive, sorti en 2008 sur Nintendo DS.

## Accueil
- Adventure Gamers : 2/5[1]
- Jeuxvideo.com : 12/20[2]